# 李河谷線
李河谷線（英語：Lea Valley Lines）是下李河谷地区的三条铁路线，曾为大东部铁路的一部分。2015年5月31日起大部分列車服務转移至伦敦地上铁运营。

## 歷史
本線首通段由東縣鐵路（Eastern Counties Railway）於1839年6月20日啟用，從倫敦端的德文郡街站到羅姆福德。該段鐵路於1840年7月1日延伸至主教門（倫敦端）和布倫特伍德。北及東部鐵路 (Northern & Eastern Railway) 於1840年9月15日開通了其首段鐵路，從斯特拉特福德到布羅克斯本，並於1841年將鐵路北延至哈洛；雖然它仍屬獨立公司，但它的線路從1844年1月1日起租給了東縣鐵路。從布羅克斯本到哈特福東的分支線於1843年開業。
1849年3月1日，單線的恩菲爾德鎮支線（走線為從北及東部鐵路的天使路站經下埃德蒙頓至恩菲爾德鎮）完工啟用。東縣鐵路於1862年被併入大東方鐵路（Great Eastern Railway）。1872年5月27日，大東方鐵路貝思納爾綠地至哈克尼唐斯、斯托克紐因頓站的一段鐵路落成啟用，經七姊妹站至下埃德蒙頓站（該站於已有的低層車站旁興建了新的高層車站，高層車站即現埃德蒙頓綠地站）的路段則7月22日開通。大東方鐵路自此建成了一條通往埃德蒙頓的較短路線。從下埃德蒙頓到恩菲爾德鎮的線路同時被雙線化。天使路和下埃德蒙頓之間的舊線於1939年終止客運服務。除了偶爾的改道（包括1950年代英國鐵路東部分區其餘地方線絡電氣化的時期）外，該線並無客運列車使用。該線路於1964年完全關閉，不久後軌道被拆除。
另一條支線清福德支線的首通段（李橋 - 沃爾瑟姆斯托的Shern Hall街）於1870年落成。1872年，該段鐵路向南延伸至哈克尼唐斯，1873年向北延伸至清福德。
李河谷線最後一段落成的鐵路連接了恩菲爾德支線的下埃德蒙頓站和布羅克斯本線的切森特（途經教堂伯里，即後來的南伯里）。此段鐵路於1891年10月1日開通；在1960年南伯里站改為現名之前，該段鐵路曾被稱為教堂伯里環線（Churchbury loop），後被稱為南伯里環線 （Southbury loop）。
1968年，連接斯特拉福德站和清福德支線的聯絡線被移除。
經七姊妹至哈特福東、恩菲爾德鎮和畢曉普斯托福德的路線，以及清福德支線的電氣化工程於1960年完成。英國鐵路曾於1959至1969年在途經托定咸谷站的鐵路上使用125型柴聯車，直至該鐵路於1969年完成電氣化。

## 列車服务

### 倫敦地上鐵
在非繁忙時間，伦敦地上铁的列車班次（每小時）為：：
- 2班 來往利物浦街和切森特（經七姊妹）
- 2班 來往利物浦街和恩菲爾德鎮（經七姊妹）
- 4班 來往利物浦街和清福德

來往清福德支線的列車並不停靠劍橋荒原及倫敦場站。
2024年2月，倫敦交通局宣布為所有地上鐵路綫賦予獨立名字和顏色以方便乘客辨別，在李河谷綫行走的所有地上鐵路綫合稱為「紡織工綫」（Weaver line）並以紫栗色空心綫表示。名字代表本路綫沿線途徑曾以紡織貿易聞名的地區如利物浦街、貝思納爾綠地、斯皮特尔菲尔兹和哈克尼。

### 大盎格利亚
在非繁忙時間，大盎格利亚的列車班次（每小時）為：
- 2班 來往利物浦街和哈特福东（經托定咸谷、切森特）
- 2班 來往斯特拉福德和梅里迪恩塘（Meridian Water）
- 2班 來往斯特拉福德和畢曉普斯托福德

來往斯特拉福德和畢曉普斯托福德的列車中：
- 除了早上及傍晚部分班次外，其他班次並不停梅里迪恩塘站。
- 每小時2班列車中，其中1班不停諾森伯蘭公園（Northumberland Park）、恩菲爾德閘（Enfield Lock）、羅伊登（Roydon）及哈洛磨坊（Harlow Mill）站，並改停沃爾瑟姆十字（Waltham Cross）站；另一班則相反
- 除了李河谷線，該等列車亦使用了西盎格利亞主線布羅克斯本至畢曉普斯托福德一段

在早上繁忙時間，大盎格利亞設有由哈特福東前往利物浦街（經埃德蒙頓綠地、七姊妹）的南行列車服務。在傍晚繁忙時間，亦設有由利物浦街經七姊妹及埃德蒙頓綠地前往哈特福東的北行列車。列車班次為半小時一班。使用的列車車型為英國鐵路720型電力動車組。

## 倫敦地上鐵路段車站列表
| 所屬收費區   | 中文站名         | 英文站名   | 轉乘路線                                                                        | 所在地     | 所在地         |
| 切森特支線   | 切森特支線       | 切森特支線 | 切森特支線                                                                      | 切森特支線 | 切森特支線     |
| ------------ | ---------------- | ---------- | ------------------------------------------------------------------------------- | ---------- | -------------- |
| 1            | 利物浦街         |            | 中央線、 環線、 漢默史密斯及城市線、 大都會線、 伊利沙伯線、 大盎格利亞         | 大倫敦     | 倫敦市         |
| 2            | 貝斯納爾綠地     |            |                                                                                 | 大倫敦     | 塔村區         |
| 2            | 劍橋荒原         |            |                                                                                 | 大倫敦     | 塔村區         |
| 2            | 倫敦場           |            |                                                                                 | 大倫敦     | 哈克尼區       |
| 2            | 哈克尼唐斯       |            | 大盎格利亞、閘內轉乘：哈克尼中央 （ 北倫敦線）                                  | 大倫敦     | 哈克尼區       |
| 2            | 雷克托利路       |            |                                                                                 | 大倫敦     | 哈克尼區       |
| 2            | 斯托克紐因頓     |            |                                                                                 | 大倫敦     | 哈克尼區       |
| 3            | 史丹佛山         |            |                                                                                 | 大倫敦     | 哈克尼區       |
| 3            | 七姊妹           |            | 維多利亞線、 大盎格利亞（有限度服務）、站外轉乘：南托特納姆 （ 福音橡至巴金線） | 大倫敦     | 哈林蓋區       |
| 3            | 布魯斯高夫       |            |                                                                                 | 大倫敦     | 哈林蓋區       |
| 3            | 白鹿徑           |            |                                                                                 | 大倫敦     | 哈林蓋區       |
| 4            | 銀街             |            |                                                                                 | 大倫敦     | 恩菲爾德區     |
| 4            | 埃德蒙頓綠地     |            | 大盎格利亞（有限度服務）                                                        | 大倫敦     | 恩菲爾德區     |
| 5            | 南伯里           |            |                                                                                 | 大倫敦     | 恩菲爾德區     |
| 6            | 土耳其街         |            |                                                                                 | 大倫敦     | 恩菲爾德區     |
| 7            | 斯奧巴爾德斯高夫 |            |                                                                                 | 赫特福德郡 | 沃爾瑟姆十字   |
| 8            | 切森特           |            | 大盎格利亞                                                                      | 赫特福德郡 | 切森特         |
| 恩菲爾德支線 |                  |            |                                                                                 |            |                |
| 5            | 布什山公園       |            |                                                                                 | 大倫敦     | 恩菲爾德區     |
| 5            | 恩菲爾德鎮       |            |                                                                                 | 大倫敦     | 恩菲爾德區     |
| 清福德支線   |                  |            |                                                                                 |            |                |
| 2/3          | 克拉普頓         |            |                                                                                 | 大倫敦     | 哈克尼區       |
| 3            | 聖詹姆斯街       |            |                                                                                 | 大倫敦     | 沃爾瑟姆森林區 |
| 3            | 沃爾瑟姆斯托中央 |            | 維多利亞線、站外轉乘：沃爾瑟姆斯托女王路 （ 福音橡至巴金線）                    | 大倫敦     | 沃爾瑟姆森林區 |
| 4            | 伍德街           |            |                                                                                 | 大倫敦     | 沃爾瑟姆森林區 |
| 4            | 海伊漢姆斯公園   |            |                                                                                 | 大倫敦     | 沃爾瑟姆森林區 |
| 5            | 清福德           |            |                                                                                 | 大倫敦     | 沃爾瑟姆森林區 |